# Nuno Frazão

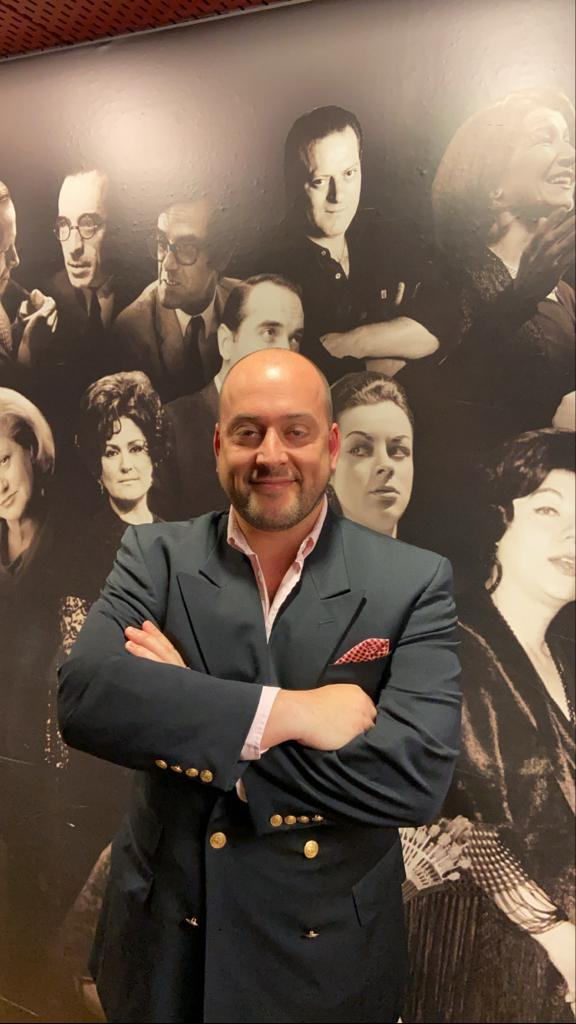
Nuno Frazão

Nuno Dias Moleiro Pereira Frazão é um empresário e gestor português, fundador da FAI - Frazão Agribusiness Investments, CEO da Supera Amazon Fruits, CEO da Lusoexclusive e Diretor da produtora Carlos Zel.

## Biografia
Nuno nasceu em Cascais, Portugal, no ano de 1978, filho único do fadista Carlos Zel e de Branca Frazão. É casado com Eliana Maynart Frazão, nascida em Minas Gerais, Brasil, com quem tem um filho, António Frazão.
É sobrinho do guitarrista Alcino Frazão e neto do poeta António Frazão e do industrial Armindo Dias Moleiro.

### Na política
É militante do PSD desde 1997, tendo sido Presidente da JSD de Cascais, Vice-Presidente da Distrital de Lisboa da JSD, Vice-Presidente do Núcleo de Cascais do PSD; Conselheiro Distrital e Congressista por diversas, quer na JSD, quer no PSD.
Entre 2001 e 2008 foi membro do Executivo do Junta de Freguesia de Cascais.
Foi assessor da vereação na Câmara Municipal de Lisboa, durante a presidência de Pedro Santana Lopes, passando posteriormente a fazer o acompanhamento da organização de grandes eventos na cidade, seguindo-se a sua colaboração com a Direccção Municipal de Cultura.
Participou em várias reuniões internacionais do Comité de Juventude da UCCI, União de Cidades Capitais Ibero-americanas, como representante da Câmara Municipal de Lisboa.

### Nos Negócios
Após a morte de seu pai, o fadista Carlos Zel, Nuno e a sua mãe, Branca Frazão, desenvolveram o trabalho de produção de espectáculos na Produtora ZEL, maioritariamente na área do Fado.
Paralelamente, foi sócio na gestão de concessão de espaços noturnos em Cascais, com destaque para a histórica discoteca Coconuts.
A sua primeira empresa de cariz internacional, Lusoexclusive, desenvolveu-se com as actividades de importação, exportação e distribuição de produtos alimentares entre a Europa, o Brasil e os Estados Unidos da América.
Através desta atividade, co-fundou em 2013 a multinacional Supera Amazon Fruits, empresa de fabrico e comércio de polpas de frutas tropicais congeladas.
Em 2021 funda a FAI - Frazão Agribusiness Investments, focada na resposta ao crescente anseio internacional pelo investimento no sector do agronegócio no Brasil.

## Empresas

### ZEL Produtora
Após a morte de seu pai, o fadista Carlos Zel, o Casino Estoril passou a homenagear o cantor anualmente na Grande Gala de Fado Carlos Zel, realizada com os maiores nomes do Fado na atualidade, no Salão Preto e Prata. A mãe de Nuno, Branca Frazão, foi desde a estreia, a organizadora deste espectáculo, primeiro dentro da estrutura do Casino Estoril e posteriormente através desta produtora, que conta com Nuno como gestor e a sua atuação alargou-se para a organização e produção de outros eventos e espetáculos, maioritariamente na área do Fado. Além do território nacional, projetam produções para outros locais, em outros continentes fora da Europa.

### Lusoexclusive
Foi a primeira empresa de Nuno Frazão de cariz internacional, desenvolvendo as actividades de importação, exportação e distribuição de produtos alimentares entre a Europa, o Brasil e os Estados Unidos da América. Actualmente, para além da manutenção dessa área de negócios, e do fabrico em Portugal de itens alimentares congelados, dedica-se também a Consultoria.

### Supera Amazon Fruits
A primeira participação numa multinacional deu-se em 2013 com a constituição da Supera Amazon Lda., da qual é co-fundador e na qual, para além da sua, tem participação de capitais brasileiros e norte-americanos. É uma empresa de fabrico e comércio internacional de polpas de frutas tropicais congeladas.Destaca-se a criação da Supera, a primeira e principal marca de Açaí presente no mercado português, com distribuição nas principais redes de supermercados em Portugal.

### FAI
A FAI - Frazão Agribusiness Investments é um projeto criado por Nuno Frazão, que, com esta entidade pretende dar resposta à crescente procura por parte de investidores não residentes no Brasil, mas também de investidores brasileiros, de produtos financeiros que permitam aplicar capitais no agronegócio desse país, que é um dos top players mundiais, em na capacidade de produção, de exportação e de desenvolvimento.
O primeiro produto financeiro criado, em parceria com a Stonex Bank, foi um Fundo de Investimento Pecuário, assente na criação sustentável e altamente lucrativa de gado bovino para abate, tendo ainda a CM Capital Markets como participante da administração, e ao nível operacional produtores pecuários que aliam a referida preocupação com a sustentabilidade a uma sólida performance de vendas junto de gigantes da área alimentar na América Latina e no Mundo, como a JBS, a Marfrig, a Minerva, ou a Mc Donald's.
1. ↑  https://www.museudofado.pt/fado/personalidade/carlos-zel
2. ↑  https://lisboanoguiness.blogs.sapo.pt/67732.html
3. ↑  https://ciudadesiberoamericanas.org/
4. ↑  https://caras.sapo.pt/famosos/2019-02-23-gala-de-homenagem-a-carlos-zel-volta-a-reunir-amantes-do-fado-no-casino-estoril/#&gid=0&pid=1
5. ↑  https://acaisupera.com/
6. ↑  https://www.linkedin.com/company/frazaoagribusinessinvestments/
7. ↑  https://brasil.stonex.com/
8. ↑  https://www.capi.es/CapitalMarkets/index-en.jsp#